# Аспарух Лешников

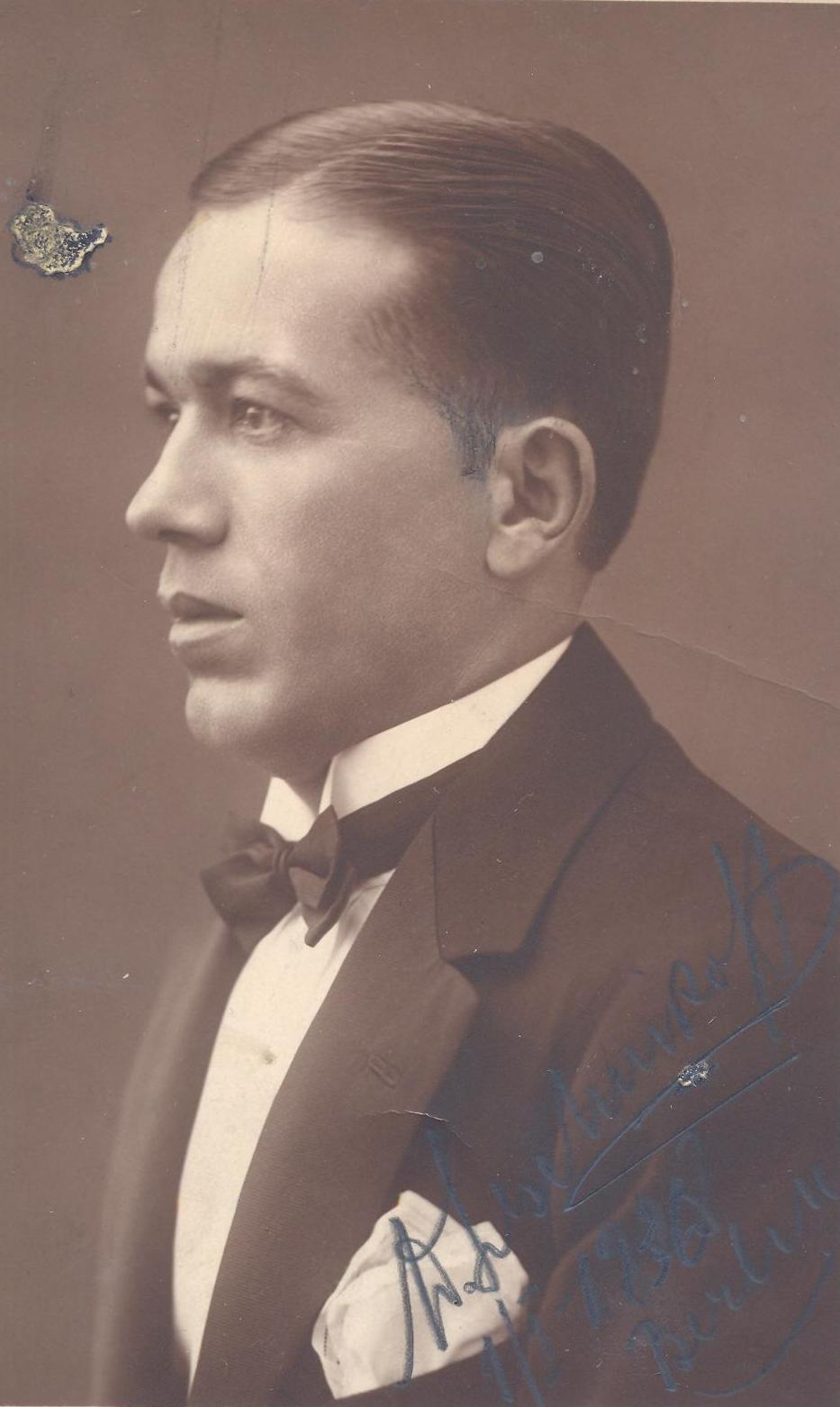
Аспарух Лешников,1936 рік. Берлін.

Аспарух Лешников – відомий болгарський артист, що отримав міжнародне визнання, як тенор. Свою популярність в Європі та за її межами здобув в першу чергу, як член популярного в 30-х роках ХХ століття німецького гурту „Comedian harmonist”.

## Біографія та творчий шлях
Народився майбутній співак 16 липня 1897 року в місті Хасково. У восьмирічному віці почав відвідувати хор в Старій Загорі, де в церковному хорі був єдиною дитиною і який завдяки чистому виконанню високих нот був розподілений до жіночої групи сопрано.
В десятирічному віці Аспарух втрачає батька. Він переїздить до Софії, де вступає до воєнного училище на бюджетне відділення, щоб в майбутньому стати офіцером. Саме тут він зустрічається з Георгієм Атанасовим, одним із засновником оперного мистецтва та капельмейстером в навчальному закладі. Він помітив талант хлопця та переконав його серйозно зайнятися музикою. За порадою метра, Аспарух починає брати уроки в Петра Райчева.
В 20-річному віці хлопець, що на той вже не тільки співав, а й вмів грати на гітарі, знайомиться з молодим поетом Христо Смирненським, який став його першим другом . Першою спільною роботою стала пісня «Гірка кава», написана Христо на паперовій обгортці.
З 1920 року Лешников займається вокалом  у музичного педагога, професора Івана Вульпе.
Через два роки потому він їде до Німеччини, щоб далі удосконалювати свої вокальні дані. Тут, окрім співу він вивчає німецьку мову, працює офіціантом в болгарському кафе та безкоштовно харчується та навчається грі на піаніно. 
1922 року він подає документи до берлінської консерваторії, де, пройшовши відбір з понад 180 кандидатів, стає одним з чотирьох зарахованих студентів за спеціальністю «оперний спів». Для оплати навчання Аспарух  співає російські пісні та романси в корчмі.
1927 року стає солістом «Чарел-рев'ю корус», а згодом потрапляє до театральної трупи "Гросес Шаушпилхаус", попередника сучасного "Friedrichstadt-Palast", де незабаром отримав широку популярність. 

### Аспарух Лешников та "Comedian harmonist"
Наприкінці 20-х років ХХ століття до влади в Німеччині приходять націонал-соціалісти та починається боротьба за німецьку культуру, що призвело до зростання безробіття. На цей час болгарський виконавець стає більш відомий, як Арі Лешников і в пошуках роботи знаходить оголошення про набір музикантів від співака Гарі Фромермана. Пройшовши конкурс прослуховування для кандидатів до 25 років, 30-річного Аспаруха беруть у 1928 році провідним тенором до вокального секстету «Melody Maker». Іншими учасниками стали 21-річний Гарі Фромерман – буфотенор, Роберт Біберті - бас, Еріх Абрахам-Колін – другий тенор, Роман Сіковскі - баритон, Ервін Боотс – піаніст та оранжувальник. Таким чином гурт був інтернаціональним, адже до нього входили німецький єврей, поляк та болгарин. 

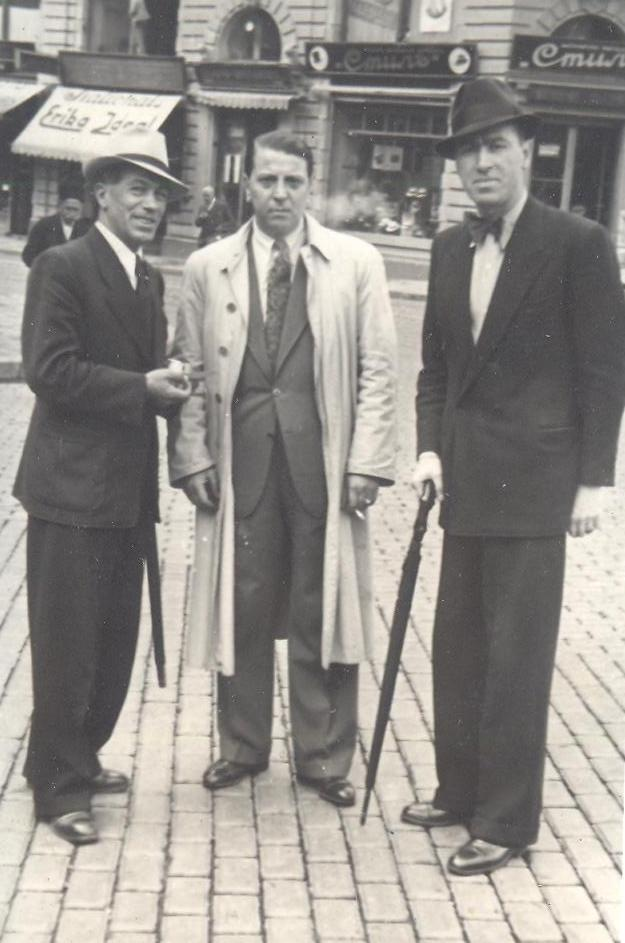
Аспарух-Арі Лешников

За допомогою Еріка Чарел, що став наставником команди назву змінили на „Comedian harmonist”. В тому ж році, після 9 місяців репетицій дебют музикантів відбувся в оперетті „Казанова“ Йогана Штрауса. Постановка настільки вразила своїми костюмами та виконанням партій, що артистів почали запрошувати на різні радіопрограми, театральні постановки та тогочасні розважальні шоу. Це дало можливість гурту організувати самостійні концерти та отримувати високі гонорари. В своїй роботі вони орієнтувалися на американський тип виконання та підхід в музиці, що принесло артистам міжнародну славу, а Лешников став найвідомішим з болгарських музикантів та оперних тенорів ХХ століття.
1932 року гурт дає концерт в Берлінській філармонії перед 2700 глядачами, після якого, їх виконання визнано справжнім мистецтвом і артистів запрошують з концертом до міланського „Ла Скала“. Після цього виступу починається активна гастрольна діяльність країнами Європи: Німеччина, Велика Британія, Франція, Бельгія, Нідерладни, Італія, Швеція та США. Гонорари артистів зросли до 40-60 тисяч золотих марок на рік – такі кошти на той час отримували лише найзатребуваніші кіноактори Голлівуду.
Окрім виступів на сцені, музику та пісні гурту можна також було почути у фільмах та на платівках. Загалом в кар‘єрі Арі-Аспаруха Лешникова та гурту „Comedian harmonist” 24 музичних фільми, записано понад 280 пісень та 234 платівок для грамофону.
Серед репертуару були пісні різними мовами та жанру. Виконували народні та авторські композиції з різноплановим оранжуванням – від класичного до джазового. В цей же час Аспарух самостійно записує 110 пісень в супроводі оркестру, що був виданий в Софії музичними компаніями „Симованія“, „Мікрофон“ та „Орфей“.
1934 року гурт їде з гастролями до Сполучених штатів Америки, де найбіль пам‘ятним концертом став виступ секстету «Melody Maker» на палубі авіаносця „Саратога“ перед 85 тисячам моряків ВМС, що зібралися в порту Нью-Йорка. Серед присутніх був також і президент країни Франклін Рузвельт, що був вражений виконанням та голосом Арі Лешникова.
Після повернення до Німеччини музиканти зрозуміли, що більше не зсожуть вільно виступати, оскільки нова влада, очолювана Адольфом Гітлером,почала переслідування євреїв та заборонила виконання „не німецької музики“, до категорії якої звичайно ж потрапили такі музичні напрямки як американський джаз, французький шансон і російський романс.
Останній концерт гурту відбувся у Мюнхені 25 березня 1934 року. Згодом замість трьох виконавців не німецького походження до гурту взяли співаків Ернста Енгела, Ганса Рексайса та Рудольфа Майнедера, але, на жаль, концерти після такої заміни артистів, не користувалися популярністю. Вирішено було знову залучити нових солістів, таких, як Герберт Імлау, Альфред Грюнерт і Фред Касен та змінити назву, але цьому складу, що виступав до 1941 року також не вдалося завоювати любов прихильників.

### Життя після слави
Аспарух повертається до рідної Болгарії, де 1939 року був мобілізований в армію, адже насувалася Друга світова війна. Лешникова призначили комендантом залізниці в Падуєні. Під час бомбардування Софії на початку вересня 1944 року будинок артиста було зруйновано.
Після війни Аспарух спробував повернутися на сцену, але йому все не вдавалося це зробити. Нова влада докоряла за буржуазність репертуару, адже більшість пісень були довоєнного періоду, та роботу в Німеччині. Чиновники також не визнавали його стаж роботи за кордоном, тому співак змушений був також підпрацьовувати охоронцем та двірником в Центральному парку. В інший же час він співав по шинках, вечірках, ресторанах та різних організовуваних заходах.

### Повернення до творчої діяльності
1951 року Аспаруха запрошують першим тенором до квінтету, що на той час створював оперний співак Георгій Бєлчев, але довго проіснувати гурту не вдалося.
В 1954 році бере участь в „Першому всеболгарському конкурсі естрадного мистецтва“, головою журі якого був відомий музичний продюсер Георгі Златев-Черкін. 
З 1954 по 1956 рік гастролює з цирком „Європа“, а з 1958 року гастролює з артистами „Балкан“ де виступав в номері разом з ілюзіоністом.
Тим часом в Німеччині повертається інтерес до колишнього гурту „Comedian harmonist”, їх платівки перевипускають, а учасників починають запрошувати на різні заходи, зокрема й на святкування у відомому музичному театрі- вар‘єте "Friedrichstadt-Palast".1965 року Лешников отримує звання почесного члена цього музичного театру від Німецької демократичної республіки, а 1968 року він стає почесним громадянином міста Дрездена.
Шанувальники починають знову купувати записи співака, тому 1974 до продажу в магазин надходять нові платівки, що дозволяє їм змінити своє житло на більш просторе.
1976 року на північнонімецькому телебаченні показали тригодинний телевізійний фільм  створена з інтерв‘ю учасників гурту Біберті, Лешников, Боотса та Сіковські. Непоміченою  діяльність тенора з того часу залишається і в рідній Болгарії. Йому за видатні заслуги присвоєно орден першого ступеню імені Кирила та Мефодія, який  вручили на заході, організованому болгарському  радіо. На цій церемонії артист не багатослівний, оскільки має проблеми зі здоров‘ям.
Востаннє публічно Аспарух Лешников про себе нагадав 1977 року на святкуванні 80-річчя. 1978 року 31 липня артист помирає в болгарській столиці від ускладнень, що виникли після інсульту.
В місті, де народився співак з 1994 року організований конкурс виконавців старих міських ї пісень „Золотий каштан“, та щороку в травні організовують дні творчості присвячені Аспаруху Лешникову.
Також в Хасково проводять національний фестиваль „З піснею Арі“.
Про творчу спадщину співака піклуються не тільки в Болгарії, цим питанням також займаються його дві онуки Ненсі та Джесіка – доньки його старшого сина Симеона, що помер 2000 року в Лондоні.

## Особисте життя
Першою дружиною співака була англійська балерина Делфін, що вперше побачила його на концерті в Парижі. Вона була враженна виконанням артиста і захотіла з ним познайомитися. За допомогою зв‘язків батька, що був англійським послом та оточенню їй це вдалося. Аспареху також сподобалася дівчина і згодом вони одружилися.
1937 року у них народився син Симеон. Через  руйнування, завдані в Другу світову війну, відсутність роботи в чоловіка та втрату майна 1947 року дружина військовим літаком повертається до Великої Британії, забравши з собою сина.Тоді Лешников бачив сина в останнє.
Того ж року, на своєму дні народженні, співак знайомиться зі своєю майбутньою другою дружиною Олександрою. На той момент їй було 19 років,а Аспарух відзначив 50-річчя. Через те, що на той момент Лешников все ще залишався одружений з Делфін і не міг подати на розлучення, через те, що не знав її адреси проживання у Великій Британії. Весілля відклали до 1952 року.
Пара переїхала жити до маленької кімнатки, де перебивалися на зарплату виховательки та двірника. Через деякий час у них народжується син Анрі і Аспарух Лешников починає також працювати техніком, щоб забезпечити сім‘ю.
З відновленням йрого кар'єри матеріальне становище сім'ї поліпшилися і вони переїхали до власного житла.

## Використані джерела
1. HTTP://WWW.HASKOVO-BULGARIA.COM/BG/PAGE_335_94.HTML%5Bнедоступне+посилання+з+жовтня+2019%5D
2. HTTP://PESNOPOJ.BLOG.BG/MUZIKA/2012/03/31/ASPARUH-LESHNIKOV.931559%5Bнедоступне+посилання+з+червня+2019%5D